# マニポゴ
マニポゴ (Manipogo) は、カナダにあるマニトバ湖に棲息しているといわれている未確認動物の一種。

## 特徴
- 体長（推定）：約10m[2]
- 棲息地：カナダのマニトバ州にあるマニトバ湖[2]
- 外見：ウナギやウミヘビのような細長い形。体を上下にくねらせて泳ぐ。形状では同じカナダに棲息しているオゴポゴに酷似[3]。体色は黒っぽい。胴回りは30cmくらいで背中に瘤があり、頭部は幅20cmほどのダイヤモンド型[1]。

## 解説
- 1936年、地元の漁師がマニポゴらしき生物の骨を発見した。骨はその後、原因不明の火災によって焼失した。
- 1962年、地元の漁師がマニポゴの写真撮影に成功[2]。形状・泳法はオゴポゴと酷似している[4]。

その存在は1908年頃から知られており、マスコミからはオゴポゴにならってマニポゴと呼ばれた。
体を上下にくねらせる泳ぎ方はクジラやイルカと共通していることから、ウナギやウミヘビではなく哺乳類説もある。